# Tony Jordan
Anthony Derek „Tony“ Jordan, MBE, (* 12. Juni 1934 in Wallasey; † 29. Mai 2025) war ein englischer Badmintonspieler.

## Karriere
Tony Jordan siegte bei den ersten Europameisterschaften 1968 im Mixed mit Susan Whetnall. Schon 1956 siegte er bei den All England. Er siegte des Weiteren unter anderem bei den Swedish Open, den US Open, den Dutch Open, den Scottish Open, den German Open, den Canadian Open, den Welsh International und den Irish Open. 1970 wurde er mit dem Order of the British Empire ausgezeichnet.

## Sportliche Erfolge
| Saison | Veranstaltung                            | Disziplin    | Platz | Name                             |
| ------ | ---------------------------------------- | ------------ | ----- | -------------------------------- |
| 1952   | Englische Juniorenmeisterschaft          | Herrendoppel | 1     | Tony Jordan / Hugh Findlay       |
| 1952   | Englische Juniorenmeisterschaft          | Herreneinzel | 1     | Tony Jordan                      |
| 1952   | Englische Juniorenmeisterschaft          | Mixed        | 1     | Tony Jordan / L. A. Kenningsham  |
| 1953   | English Invitation Tournament            | Herrendoppel | 1     | John D. McColl / Tony Jordan     |
| 1953   | English Invitation Tournament            | Mixed        | 1     | Tony Jordan / June White         |
| 1954   | Scottish Open                            | Herrendoppel | 1     | John D. McColl / Tony Jordan     |
| 1954   | Scottish Open                            | Mixed        | 1     | Tony Jordan / June White         |
| 1954   | English Invitation Tournament            | Herreneinzel | 1     | Tony Jordan                      |
| 1955   | Irish Open                               | Herreneinzel | 1     | Tony Jordan                      |
| 1955   | Irish Open                               | Mixed        | 1     | Tony Jordan / June White         |
| 1956   | Scottish Open                            | Mixed        | 1     | Tony Jordan / June Timperley     |
| 1956   | All England                              | Mixed        | 1     | Tony Jordan / June Timperley     |
| 1957   | Irish Open                               | Mixed        | 1     | Tony Jordan / June Timperley     |
| 1957   | Swedish Open                             | Mixed        | 1     | Tony Jordan / June Timperley     |
| 1957   | English Invitation Tournament            | Mixed        | 1     | Tony Jordan / June Timperley     |
| 1958   | All England                              | Mixed        | 1     | Tony Jordan / June Timperley     |
| 1959   | Welsh International                      | Herrendoppel | 1     | Tony Jordan / Hugh Findlay       |
| 1959   | Irish Open                               | Herrendoppel | 1     | Tony Jordan / Ronald Lockwood    |
| 1959   | Irish Open                               | Mixed        | 1     | Tony Jordan / June Timperley     |
| 1960   | Scottish Open                            | Mixed        | 1     | Tony Jordan / June Timperley     |
| 1961   | All England                              | Mixed        | 2     | Tony Jordan / June Timperley     |
| 1961   | German Open                              | Herrendoppel | 1     | Hugh Findlay / Tony Jordan       |
| 1961   | Irish Open                               | Mixed        | 1     | Tony Jordan / June Timperley     |
| 1961   | Swedish Open                             | Herrendoppel | 1     | Tony Jordan / Peter J. Waddell   |
| 1963   | Schweden: Internationale Meisterschaften | Mixed        | 2     | Tony Jordan / June Timperley     |
| 1963   | Irish Open                               | Herrendoppel | 1     | Tony Jordan / Peter Waddell      |
| 1963   | All England                              | Mixed        | 2     | Tony Jordan / June Timperley     |
| 1964   | Scottish Open                            | Mixed        | 1     | Tony Jordan / Patricia Page      |
| 1964   | England: Einzelmeisterschaften           | Herrendoppel | 1     | Trevor Coates / Tony Jordan      |
| 1964   | All England                              | Mixed        | 1     | Tony Jordan / Jennifer Pritchard |
| 1965   | US Open                                  | Herrendoppel | 1     | Robert McCoig / Tony Jordan      |
| 1965   | Dutch Open                               | Mixed        | 1     | Tony Jordan / Angela Bairstow    |
| 1965   | All England                              | Mixed        | 2     | Tony Jordan / Jennifer Pritchard |
| 1966   | England: Einzelmeisterschaften           | Mixed        | 1     | Tony Jordan / Julie Charles      |
| 1966   | Scottish Open                            | Mixed        | 1     | Tony Jordan / Jennifer Horton    |
| 1966   | England: Einzelmeisterschaften           | Herrendoppel | 1     | Tony Jordan / Colin Beacom       |
| 1967   | Dutch Open                               | Mixed        | 1     | Tony Jordan / Angela Bairstow    |
| 1968   | Europameisterschaft                      | Herrendoppel | 2     | Tony Jordan / Roger Mills        |
| 1968   | Scottish Open                            | Mixed        | 1     | Tony Jordan / Sue Pound          |
| 1968   | German Open                              | Mixed        | 1     | Tony Jordan / Susan Pound        |
| 1968   | England: Einzelmeisterschaften           | Herrendoppel | 1     | Tony Jordan / Colin Beacom       |
| 1968   | Europameisterschaft                      | Mixed        | 1     | Tony Jordan / Susan Whetnall     |
| 1968   | All England                              | Mixed        | 1     | Tony Jordan / Sue Pound          |
| 1969   | Irish Open                               | Mixed        | 1     | Tony Jordan / Susan Whetnall     |
| 1969   | German Open                              | Mixed        | 1     | Tony Jordan / Susan Whetnall     |
| 1969   | Canadian Open                            | Herrendoppel | 1     | Tony Jordan / Robert McCoig      |
| 1969   | All England                              | Mixed        | 2     | Tony Jordan / Susan Whetnall     |
| 1970   | All England                              | Mixed        | 3     | Tony Jordan / Susan Whetnall     |
| 1970   | England: Einzelmeisterschaften           | Herrendoppel | 1     | Tony Jordan / Roger Mills        |